# Torre Calarossa
La Torre Calarossa è una torre costiera situata nel comune di San Nicandro Garganico presso l'omonima baia costruita a difesa delle coste del nord del Gargano. Ridotta a un rudere, sono ancora visibili due imponenti pareti, quella rivolta a nord e quella rivolta a ovest.

## Storia
Fu costruita nel 1569 durante il rafforzamento di difesa delle coste dell'Adriatico meridionale ad opera del viceré spagnolo don Pedro di Toledo.
Nessun documento parla nello specifico di questa torre, fatta eccezione per uno schizzo del 1594 ad opera del Gambacorta.

## Descrizione
Il toponimo è probabilmente dovuto al carattere morfologico della costa, con scogli ricchi di ferrite, componente ferrosa che conferisce alla pietra il colore rossiccio. È conosciuta come una torre a tre caditoie (quindi più piccola della vicina Torre Mileto e viene citata come tale anche in qualche saggio sulle torri costiere del Gargano anche se dati di recenti rilievi e misurazioni, sviluppano una ricostruzione della torre, che risulta essere a cinque caditoie.
Le misurazioni effettuate nel 2016 hanno interessato anche i manufatti interessati dal crollo, relazionandoli con le dimensioni dell'edificio. Quindi partendo dal rilievo di un pezzo della caditoia d'angolo ancora in situ, e rilevando, in seguito, l'interasse di ogni caditoia con la misurazione di un'altra parte di caditoia interessata dal crollo, si è simulato su pianta cartacea il ripristino di ogni singolo pezzo: le misurazioni corrispondenti a tre caditoie coprirono il lato effettivamente misurabile rimasto in piedi ed esposto a Ovest.